# Louis Richard
Louis Richard was een Zwitsers voetballer die speelde als verdediger.

## Carrière
Richard speelde tussen 1920 en 1928 voor de Zwitserse ploeg Servette Genève, hij veroverde drie landstitels in 1922, 1925 en 1926 en één beker in 1928.
Hij speelde drie interlands voor Zwitserland en nam met de Zwitserse ploeg deel aan de Olympische Spelen in Parijs waar ze zilver wonnen.

## Erelijst
- Servette Genève
  - Landskampioen: 1922, 1925, 1926
  - Zwitserse voetbalbeker: 1928
- Zwitserland
  -  Olympische Spelen: 1924